# Araneus decaisnei
Araneus decaisnei là một loài nhện trong họ Araneidae.
Loài này thuộc chi Araneus. Araneus decaisnei được Hippolyte Lucas miêu tả năm 1863.